# Lesotho na Letnich Igrzyskach Paraolimpijskich 2012
Lesotho na Letnich Igrzyskach Paraolimpijskich 2012 w Londynie reprezentowała 1 zawodniczka w 1 konkurencji.
Dla reprezentacji Lesotho był to czwarty start w igrzyskach paraolimpijskich (poprzednio w 2000, 2004 i 2008). Dotychczas żaden zawodnik nie zdobył paraolimpijskiego medalu.

## Kadra

### Lekkoatletyka
| Zawodnik      | Konkurencja | Kwalifikacje | Kwalifikacje | Finał                   | Finał                   |
| Zawodnik      | Konkurencja | Wynik        | Pozycja      | Wynik                   | Pozycja                 |
| ------------- | ----------- | ------------ | ------------ | ----------------------- | ----------------------- |
| Mary Letsoara | 100m T13    | 16.78        | 6            | Nie zakwalifikowała się | Nie zakwalifikowała się |